# Raymond T. Odierno
Raymond Thomas Odierno, född 8 september 1954 i Rockaway i Morris County, New Jersey, död 8 oktober 2021, var en fyrstjärning general i USA:s armé som från 7 september 2011 fram till 2015 tjänstgjorde som USA:s arméstabschef. Innan Odierno utnämndes till arméstabschef var han den siste militärbefälhavaren för U.S. Joint Forces Command från 2010 till nedläggningen 2011 och dessförinnan befälhavare från 2008 till 2010 för USA:s väpnade styrkor i Irak och dess föregångare Multinationella styrkan i Irak (bägge under U.S. Central Command).
Odierno tog bachelorexamen från United States Military Academy vid West Point 1978 och har därefter tagit två olika mastersexamina: en i nukleär teknik och en i säkerhetspolitik och strategi.
Han förde befäl över fjärde infanteridivisionen från 2001 till 2004, dvs under tidpunkten för Operation Iraqi Freedom. Från 2006 till 2008 förde han befälet över 3:e armékåren. Odierno är en av endast 12 amerikanska arméofficerare som fört befäl över en division, armékår och på än högre nivå.
Odierno var en del av toppskicket inom ishockeylaget Florida Panthers i National Hockey League (NHL) och satt som ledamot i styrelsen för ägarbolaget Sunrise Sports and Entertainment mellan 2017 och fram till hans död. Han var också rådgivare till affärsbanken JPMorgan Chase och PR-företaget Teneo Holdings, positioner han fick 2015.